# Anita Lizana
Anita Lizana de Ellis (Quinta Normal, Santiago, Chile; 19 de noviembre de 1915-Ferndown, Inglaterra; 21 de agosto de 1994) fue la «mejor tenista chilena del siglo XX», según los especialistas internacionales.
Durante su carrera en las décadas de 1930 y 1940, llegó a ser la «mejor tenista del mundo» anualmente en 1937, siendo la única hispanoamericana en lograrlo, así como la primera persona latinoamericana en liderar el tenis y ganar algún título de Grand Slam: el Abierto de los Estados Unidos en 1937. Finalizó octava del mundo en 1936. Obtuvo 24 títulos, 17 individuales y siete en dobles.

## Vida personal
Nació en una familia de clase media. Vivió en una casa al interior del club de tenis Club Tennis Riege des Deutschen Vereins, ubicado en el Parque Quinta Normal y perteneciente a ciudadanos alemanes, donde su padre trabajaba como profesor. Estudió en el Liceo N.º 4 de Niñas en Santiago.
En 1938 contrajo matrimonio con el tenista escocés Ronald Ellis y se radicó en la ciudad de Dundee (Escocia). Tuvo tres hijas: Ruth, Carmen y Carol. Falleció a los 78 años.

## Trayectoria deportiva

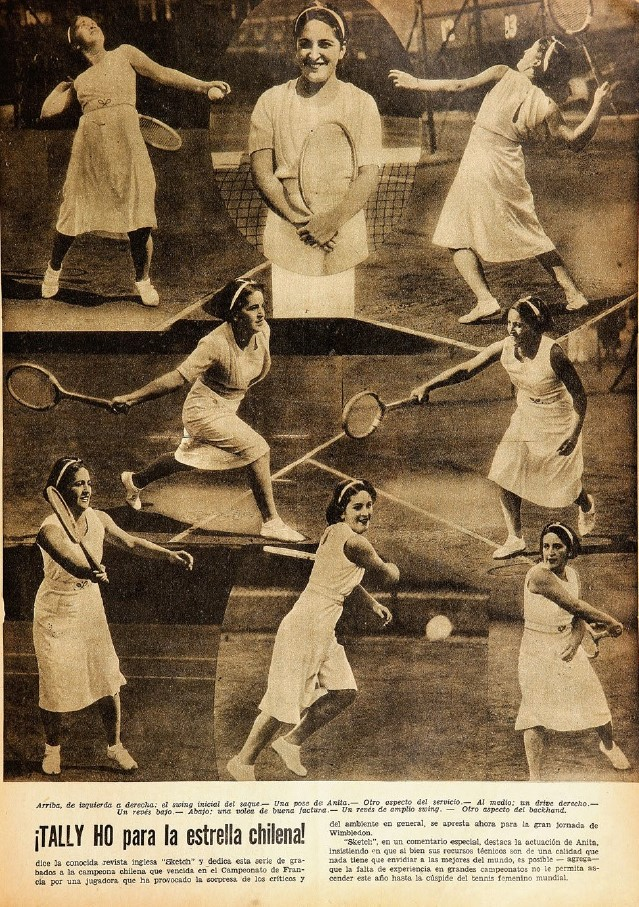
Diversas técnicas de Lizana.

### Inicios
Comenzó a practicar tenis a los seis años de edad, siendo entrenada por su padre Roberto y su tío Aurelio Lizana, la primera figura del tenis chileno. A los 11 años ganó su primer torneo infantil. Los fines de semana esperaba que se fuesen los socios del club para ir a las canchas o a los jardines para hacer gimnasia. El resto de los días regresaba de sus clases en el liceo, directo a practicar con sus hermanos. Pasaba varias horas ejercitando las piernas y puliendo defectos de su juego. Desde 1930 hasta 1934 ganó el Campeonato Nacional de Tenis en Chile. En 1935 ganó un partido de exhibición ante el suizo Héctor Chiesa en Santiago. A través de una colecta, su familia reunió 120 mil pesos chilenos para costear su viaje a Europa, donde inició su carrera internacional con 19 años en la era aficionada.

### Apogeo
Ganó ocho títulos en 1935, como el Torneo de Queen's Club en Inglaterra y debutó en los torneos de Roland Garros y Wimbledon, alcanzando en ambos la tercera ronda y siendo la primera mujer chilena en participar en torneos de Grand Slam, en tres. Triunfó en el Campeonato Nacional de Escocia de 1935 a 1937 y en 1946. En 1936 obtuvo el Campeonato Británico de Pista Cubierta, el Campeonato del Sur de Inglaterra, el Campeonato Nacional de Irlanda y llegó a los cuartos de final en Wimbledon.
En 1937 repitió los cuartos de final en Wimbledon y ganó el Campeonato Británico de Pista Dura y el Campeonato Nacional de los Estados Unidos —actual Abierto de Estados Unidos— en su debut. Al final de la temporada se convirtió en número 1 del mundo a los 21 años de forma anual, exclusiva y unánime, según las revistas especializadas, siendo la única mujer chilena en lograrlo y en ganar algún Grand Slam. En 1938 y 1939 compitió en Wimbledon, llegando a la segunda ronda. Consiguió el Campeonato Escocés de Pista Dura en 1939, 1946, 1947, 1950 y 1952. En 1940 se retiró temporalmente del tenis con 24 años, debido a la suspensión de los torneos en Europa por el desarrollo de la Segunda Guerra Mundial (1939-1945). Regresó en 1946 con 30 años y ganó cinco títulos en dobles mixto con su esposo. En 1947 volvió a Wimbledon y llegó a la segunda ronda.

### Logros
- Primera latinoamericana en ganar un Grand Slam de individuales.
- Primera latinoamericana en ser número 1 del mundo en tenis femenino.
- Única chilena en ganar un Grand Slam de tenis femenino.

### Homenajes
Fue recibida tras finalizar la temporada en 1935 en las ciudades de Valparaíso, Llay-Llay y Santiago; invitada por el presidente de Chile Arturo Alessandri al Palacio de La Moneda, donde se asomó a un balcón del segundo piso para saludar a miles de personas y el gobierno le regaló una casa, así como el título de profesora de juegos y deportes. La Federación de Tenis de Chile (Fetech) le realizó una ceremonia en el Club de Tenis Santiago. Volvió a La Moneda a fines de 1937 y la municipalidad le efectuó una gala en el Teatro Providencia. Regresó en 1966 convidada por el presidente Eduardo Frei Montalva para jugar el Campeonato Sudamericano de Tenis realizado en el Estadio Español en Santiago y fue aclamada en el automóvil presidencial descapotable por un Estadio Nacional repleto.
Visitó Chile otra vez en 1989 con motivo de un torneo veterano internacional en la urbe de Viña del Mar y la Fetech le entregó un galvano por su carrera. En 2009 la Federación Internacional de Tenis (ITF) le otorgó a la argentina Gabriela Sabatini un cuadro con su imagen cuando fue aceptada en el Salón de la Fama del Tenis Internacional de 2006. En 2015 el Ministerio del Deporte bautizó con su nombre el Court Central del Parque deportivo Estadio Nacional —el principal estadio de tenis en Chile— como tributo a la primera persona chilena en integrar la élite mundial del tenis al ser un lugar de hazañas, en el día del centenario de su natalicio. Anualmente en noviembre es realizado el torneo femenino Copa Anita Lizana (ITF 10K de Santiago) en el Mundial Lawn Tennis Club, donde se inició en el tenis. Hay calles con su nombre en las comunas chilenas de Coquimbo, Maipú, Pedro Aguirre Cerda, Quilpué y Viña del Mar.

## Torneos de Grand Slam

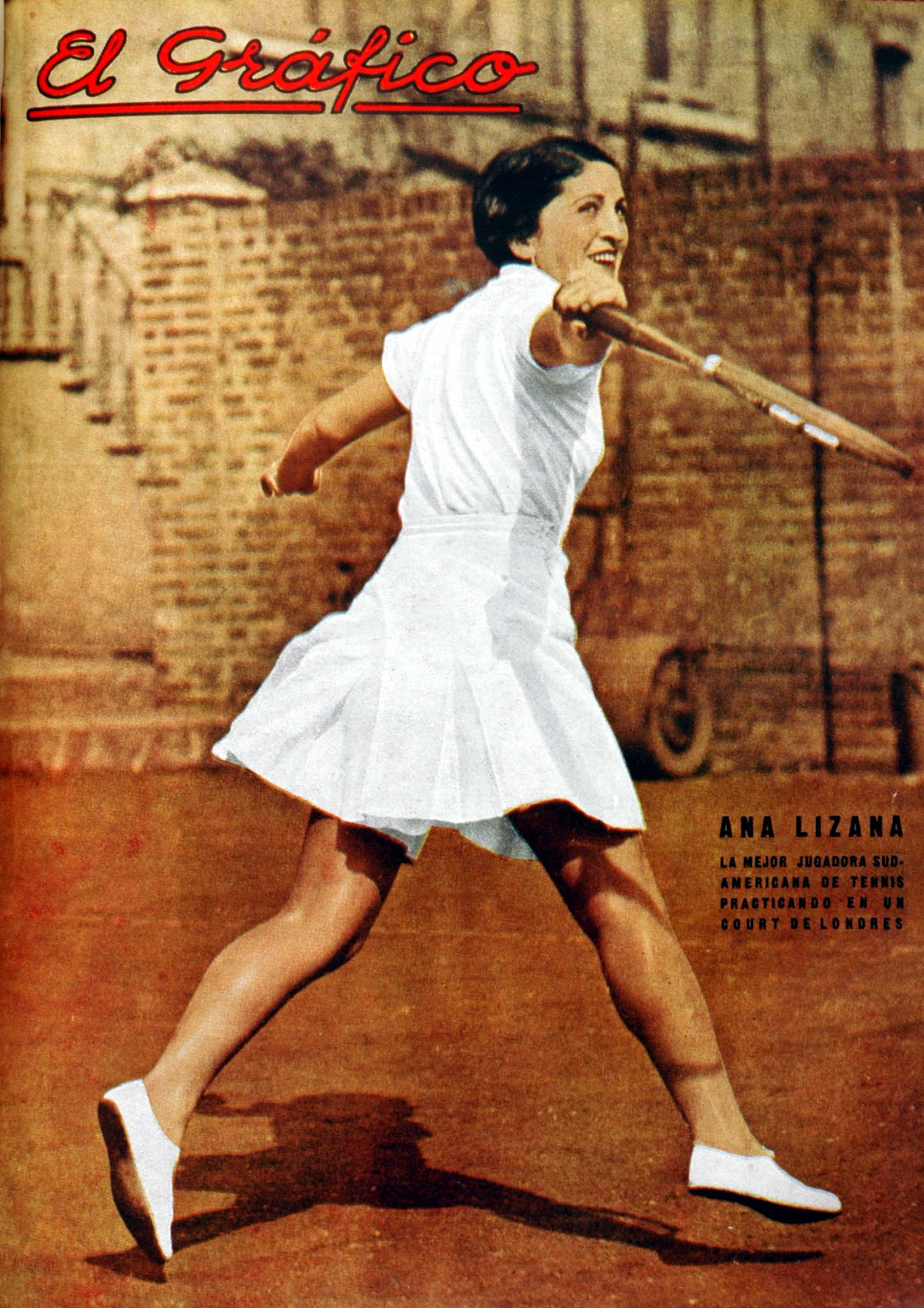
Ana Lizana en la portada de la Revista el Gráfico (1936).

### Algunos títulos
- Campeonato chileno de tenis en 1930
- Campeonato chileno de tenis en 1931
- Campeonato chileno de tenis en 1932
- Campeonato chileno de tenis en 1933
- Campeonato chileno de tenis en 1934
- Torneo de Queen's Club en 1935
- Campeonato Nacional de Escocia 1935
- Campeonato Nacional de Escocia 1936
- Campeonato Británico de Pista Cubierta en 1936
- Campeonato del Sur de Inglaterra en 1936
- Campeonato Nacional de Irlanda en 1936
- Campeonato Nacional de Escocia 1937
- Campeonato Británico de Pista Dura en 1937
- Campeonato Nacional de los Estados Unidos (Actual US Open) en 1937
- Campeonato Escocés de Pista Dura en 1939
- Campeonato Nacional de Escocia 1946
- Campeonato Escocés de Pista Dura en 1946
- Campeonato Escocés de Pista Dura en 1947
- Campeonato Escocés de Pista Dura en 1950
- Campeonato Escocés de Pista Dura en 1952

| Año  | Campeonato                    | Oponente en la final | Resultado en la final |
| 1937 | Abierto de los Estados Unidos | Jadwiga Jedrzejowska | 6-4, 6-2              |

### Resultados en individuales
| Torneo                   | 1935  | 1936  | 1937  | 1938  | 1939  | 1940                                        | 1941                                        | 1942                                        | 1943                                        | 1944                                        | 1945                                        | 1946  | 1947  | Carrera |
| ------------------------ | ----- | ----- | ----- | ----- | ----- | ------------------------------------------- | ------------------------------------------- | ------------------------------------------- | ------------------------------------------- | ------------------------------------------- | ------------------------------------------- | ----- | ----- | ------- |
| Australian Championships | A     | A     | A     | A     | A     | A                                           | No fue disputado por Segunda Guerra Mundial | No fue disputado por Segunda Guerra Mundial | No fue disputado por Segunda Guerra Mundial | No fue disputado por Segunda Guerra Mundial | No fue disputado por Segunda Guerra Mundial | A     | A     | 0 / 0   |
| Roland Garros            | 3R    | A     | A     | A     | A     | No fue disputado por Segunda Guerra Mundial | No fue disputado por Segunda Guerra Mundial | No fue disputado por Segunda Guerra Mundial | No fue disputado por Segunda Guerra Mundial | No fue disputado por Segunda Guerra Mundial | No fue disputado por Segunda Guerra Mundial | A     | A     | 0 / 1   |
| Wimbledon                | 3R    | QF    | QF    | 2R    | 2R    | No fue disputado por Segunda Guerra Mundial | No fue disputado por Segunda Guerra Mundial | No fue disputado por Segunda Guerra Mundial | No fue disputado por Segunda Guerra Mundial | No fue disputado por Segunda Guerra Mundial | No fue disputado por Segunda Guerra Mundial | A     | 2R    | 0 / 6   |
| U.S. Championships       | A     | A     | G     | A     | A     | A                                           | A                                           | A                                           | A                                           | A                                           | A                                           | A     | A     | 1 / 1   |
| SR                       | 0 / 2 | 0 / 1 | 1 / 2 | 0 / 1 | 0 / 1 | 0 / 0                                       | 0 / 0                                       | 0 / 0                                       | 0 / 0                                       | 0 / 0                                       | 0 / 0                                       | 0 / 0 | 0 / 1 | 1 / 8   |

A = No participó en el torneo.